# Malmöhus

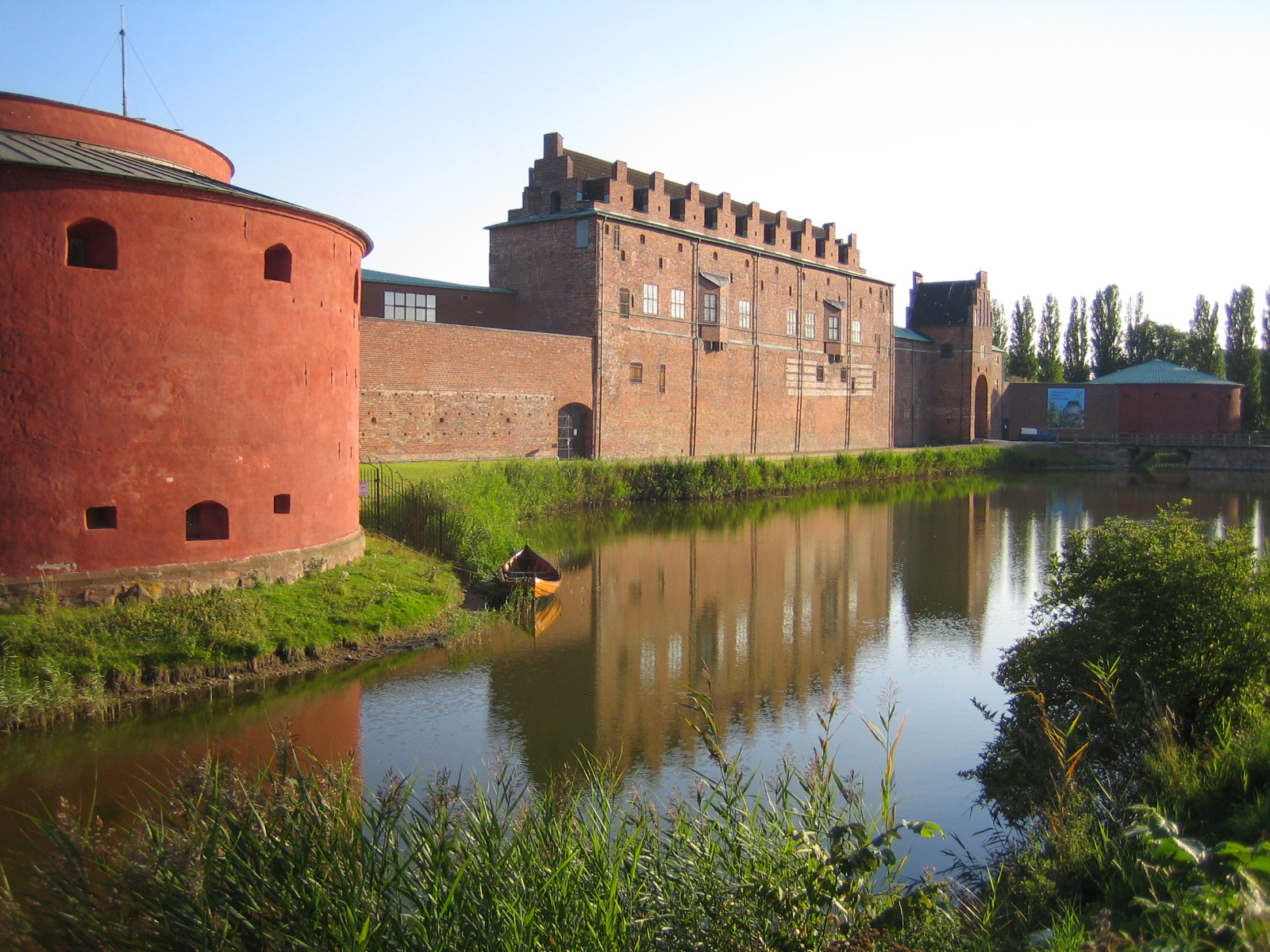
Zamek Malmöhus w Malmö

Malmöhus (szw. Malmöhus län) – jeden ze szwedzkich regionów administracyjnych (län), istniejący w latach 1719–1996. Siedzibą władz regionu (residensstad) było Malmö.
Region administracyjny Malmöhus został zniesiony 31 grudnia 1996 roku i połączony z dotychczasowym regionem Kristianstad (Kristianstads län), tworząc region administracyjny Skania (Skåne län).

## Geografia
Region administracyjny Kristianstad obejmował południową, środkową i północno-zachodnią część prowincji historycznej (landskap) Skania.
Graniczył od północnego wschodu z regionem administracyjnym Kristianstad oraz z Morzem Bałtyckim.

### Demografia
W 1995 roku Malmöhus län liczył 817 022 mieszkańców, gęstość zaludnienia wynosiła 166 mieszkańców na km².

## Gminy i miejscowości

### Gminy
Region administracyjny Malmöhus od 1977 roku był podzielony na 20 gmin:
|  | - Bjuv - Burlöv - Eslöv - Helsingborg - Höganäs - Höör - Hörby - Kävlinge - Landskrona - Lomma | - Lund - Malmö - Sjöbo - Skurup - Staffanstorp - Svalöv - Svedala - Trelleborg - Vellinge - Ystad |  |

### Miejscowości o statusie gminy miejskiej (1970)
Przed wprowadzeniem w życie 1 stycznia 1971 roku reformy administracyjnej następujące miejscowości posiadały status miasta:
| - Eslöv - Helsingborg - Höganäs - Landskrona - Lund | - Malmö - Skanör med Falsterbo - Trelleborg - Ystad |